# René Havard
René Havard (Parigi, 20 dicembre 1923 – Parigi, 7 dicembre 1987) è stato un attore, regista e sceneggiatore francese.

## Biografia
Durante la guerra, si arruolò volontario nella Resistenza francese e dopo lo sbarco degli Alleati in Normandia, in un reggimento di cavalleria, dell'armata del generale Patton, dove combatté come soldato dell'esercito americano, sempre come volontario.

## Carriera
Nel 1946 iniziò la sua carriera d'attore di teatro, e recitò in più di 60 spettacoli. Più tardi entrò nella tv, dove lavorò per 2 anni in qualità di regista, per passare in seguito al cinema, dove si impegnò sia come attore sia come sceneggiatore.
Forte della sua esperienza di guerra, intraprese poi una nuova carriera, quella di scrittore, e lavorò contemporaneamente alla stesura del romanzo e alla sceneggiatura del film Un tassì per Tobruk, che fu il suo primo libro e il suo primo film (1961), e che ottenne in entrambe le versioni un enorme successo. Il periodo storico della storia è quello della seconda guerra mondiale e parte dal pomeriggio del 14 ottobre 1942 per finire all'alba del 3 aprile 1943.

## Filmografia
- 1959: La Vache et le Prisonnier (attore)
- 1959: Babette s'en va-t-en Guerre (attore, con Brigitte Bardot)
- 1960: Un Taxi pour Tobruk (autore - sceneggiatore)
- 1961: Le Dernier Quart D'Heure (attore)
- 1961: Nights of Shame (attore)
- 1962: Gigot (attore)
- 1962: Pleasures and Vices (attore)
- 1966: The Lost Command (attore)
- 1969: Un merveilleux parfum d'oseille (scrittore)
- 1970: L'Amour (sceneggiatore)
- 1974: Les vautours (attore - episodio TV)
- 1976: Un innocent aux mains pleines (attore - episodio TV della serie Erreurs judiciaires)
- 1978: Les hommes de rose (attore - serie TV Larmier)
- 1979:  Les tourbillon des jours *1980: Les incorrigibles) (attore - mini-serie TV Hermont)
- 1980: C'est encore loin l'Amérique? (attore)
- 1981: La machination (attore - episodio TV)
- 1981: Anthelme Collet ou Le brigand gentillhomme (attore mini-serie TV)
- 1981: Edmond Antoine et Julie (attore - episodio TV)
- 1981: Le garçon du bar Staline est mort (attore - episodio TV)
- 1982: Le esnquêtes du commissaire Maigret (attore - episodio TV)
- 1983: Les princes de la nuit (attore - episodio TV)
- 1983: Lemaire Tante Blandine (attore - episodio TV)
- 1983: Simon Trois morts à zéro (attore - serie TV)
- 1984: Charlots connection (scrittore)
- 1984: Train d'enfer (attore - serie TV)
- 1984: Un grand avocat (attore - serie TV)
- 1985: Martin Châteauvallon (attore - serie TV)
- 1987: Les dernières cinq minutes (attore - episodio TV)
- 1987: La peau du rôle (attore - episodio TV)